# Соколівка (селище)
Соколівка — селище в Україні, у Верхівцівській міській територіальній громаді Кам'янського району Дніпропетровської області. Населення за переписом 2001 року складало 943 особи.

## Географія

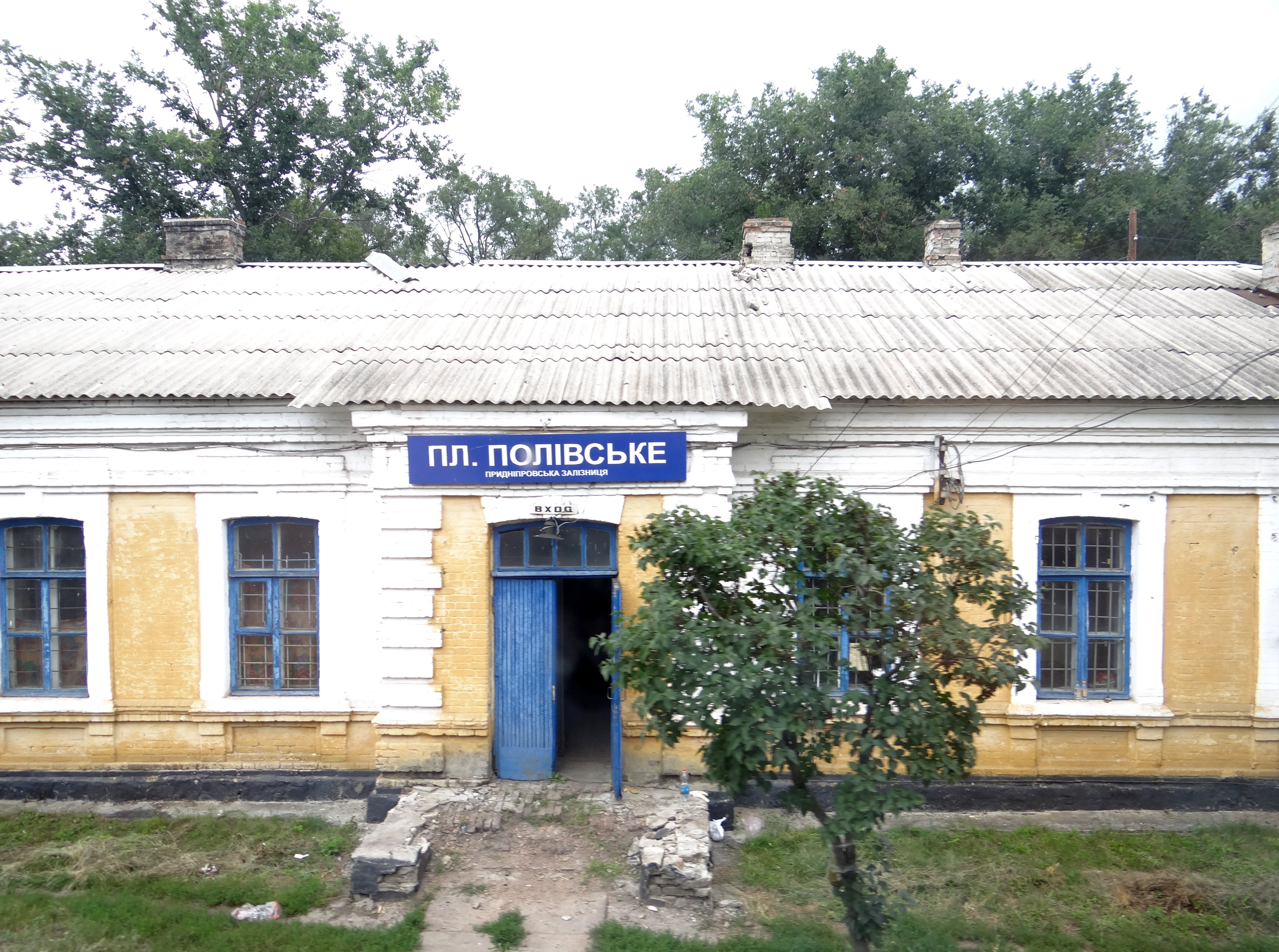
Залізнична станція Полівський

Селище Соколівка знаходиться на відстані 1 — 6 км від міста Верхівцеве. Селище розділене на 2 масиви: Соколівка-1, у якому розташовані племзавод «Любомирівка», школа і руїни поштового відділення та Будинку культури, та Соколівка-2, який ближче до міста Верхівцеве. Соколівка-1 практично межує з селом Козодуб Криничанського району. Селищем протікає пересихаючий струмок із загатою — витік річки Мокра Сура. Поруч проходять автомобільна дорога Т 0429 і залізниця, станція Полівський за 1 км.

## Населення

### Мова
Розподіл населення за рідною мовою за даними перепису 2001 року:
| Мова            | Кількість | Відсоток |
| --------------- | --------- | -------- |
| українська      | 870       | 92.26%   |
| російська       | 64        | 6.79%    |
| румунська       | 4         | 0.42%    |
| вірменська      | 1         | 0.11%    |
| інші/не вказали | 4         | 0.42%    |
| Усього          | 943       | 100%     |

## Економіка
- «Любомирівка», племінний завод, ВАТ.

## Об'єкти соціальної сфери
- Школа.

## Історія
Засноване у ХІХ ст. під назвою Любомирівка. Сучасну назву отримало у 1960-х роках, з причини включення до складу Криничанського району, у якому вже було село Любомирівка Семенівської сільської ради, що розташоване у декількох кілометрах східніше від Соколівки. Після повернення до складу Верхньодніпровського району, назву не стали змінювати. Пам'ять про стару назву збереглась у назві племінного заводу. У селищі знаходиться напівзруйнований будинок Олександра Миколайовича Поля.